# Враг номер едно
„Враг номер едно“ (на английски: Zero Dark Thirty) е американски екшън трилър от 2012 г., режисиран от Катрин Бигълоу, по сценарий на Марк Боул. Филмът е драматизация на издирването на лидера на Ал-Каида Осама бин Ладен, което започва след атентатите от 11 септември 2001 г. и завършва със смъртта му на 2 май 2011 г.

## Актьорски състав
| Актьор            | Роля               |
| ----------------- | ------------------ |
| Джесика Частейн   | Мая                |
| Джейсън Кларк     | Дан                |
| Джоел Едгертън    | Патрик             |
| Реда Катеб        | Амар               |
| Хомаюн Ершади     | Хасан Гул          |
| Йоав Леви         | Абу Фарадж ал-Либи |
| Дженифър Ел       | Джесика            |
| Харолд Перино     | Джак               |
| Марк Стронг       | Джордж             |
| Кайл Чандлър      | Джоузеф Брадли     |
| Едгар Рамирес     | Лари               |
| Фарес Фарес       | Хаким              |
| Джеймс Гандолфини | директор на ЦРУ    |
| Крис Прат         | Джъстин            |
| Скот Адкинс       | Джон               |
| Джон Бароуман     | Джереми            |
| Джеси Колинс      | Деби               |
| Тейлър Кини       | Джаред             |

## Награди и номинации
| Награда                              | Дата                | Категория                           | Номиниран(и)                    | Резултат  |
| ------------------------------------ | ------------------- | ----------------------------------- | ------------------------------- | --------- |
| Награди на филмовата академия на САЩ | 24 февруари 2013 г. | Най-добър звуков монтаж             | Най-добър звуков монтаж         | награда   |
| Награди на филмовата академия на САЩ | 24 февруари 2013 г. | Най-добър филм                      | Най-добър филм                  | номинация |
| Награди на филмовата академия на САЩ | 24 февруари 2013 г. | Най-добър филмов монтаж             | Най-добър филмов монтаж         | номинация |
| Награди на филмовата академия на САЩ | 24 февруари 2013 г. | Най-добра женска роля               | Джесика Частейн                 | номинация |
| Награди на филмовата академия на САЩ | 24 февруари 2013 г. | Най-добър оригинален сценарий       | Марк Боул                       | номинация |
| Награда на БАФТА                     | 10 февруари 2013 г. | Най-добър филм                      | Най-добър филм                  | номинация |
| Награда на БАФТА                     | 10 февруари 2013 г. | Най-добър филмов монтаж             | Най-добър филмов монтаж         | номинация |
| Награда на БАФТА                     | 10 февруари 2013 г. | Най-добра режисура                  | Катрин Бигълоу                  | номинация |
| Награда на БАФТА                     | 10 февруари 2013 г. | Най-добра актриса в главна роля     | Джесика Частейн                 | номинация |
| Награда на БАФТА                     | 10 февруари 2013 г. | Най-добър оригинален сценарий       | Марк Боул                       | номинация |
| Златен глобус                        | 13 януари 2013 г.   | Най-добра актриса в драматичен филм | Джесика Частейн                 | награда   |
| Златен глобус                        | 13 януари 2013 г.   | Най-добър драматичен филм           | Най-добър драматичен филм       | номинация |
| Златен глобус                        | 13 януари 2013 г.   | Най-добър режисьор                  | Катрин Бигълоу                  | номинация |
| Златен глобус                        | 13 януари 2013 г.   | Най-добър сценарий                  | Марк Боул                       | номинация |
| Сатурн                               | 26 юни 2013 г.      | Най-добър хорър или трилър филм     | Най-добър хорър или трилър филм | номинация |
| Сатурн                               | 26 юни 2013 г.      | Най-добра актриса                   | Джесика Частейн                 | номинация |
| Емпайър                              | 24 март 2013 г.     | Най-добър трилър филм               | Най-добър трилър филм           | номинация |
| Емпайър                              | 24 март 2013 г.     | Най-добра актриса                   | Джесика Частейн                 | номинация |